# کوزان
کوزان، روستایی زیبا و قدیمی از توابع بخش مرکزی شهرستان شفت در استان گیلان ایران و از روستاهای دهستان جیرده شفت می‌باشد.

## آشنایی بیشتر با کوزان
کوزان بزرگ با ۸.۰۵ کیلومتر مربع وسعت یکی از روستا های بزرگ شهرستان شفت در استان گیلان درعرض جغرافیایی 37.2209 و طول جغرافیایی 49.4885 و در دهستان جیرده شهرستان شفت قرار دارد. این روستا روستایی است زیبا و قدیمی میباشد. از قدیمی ترین مکان های حال و حاضر کوزان بقعه متبرکه امامزاده سید کمال(ع) ملقب به سیدپیله آقا است که قدمت آن به حدود ۸۰۰ سال پیش (قرن هفتم هجری قمری) بازمیگردد. کوزان از سمت شمال شرق تا روستای پسیخان امتداد می یابد که این محدوده به عنوان پلی بسوی پسیخان قدیم و مسیر تردد مردمان قدیم به سمت رشت بوده‌ است. از دیرباز کوزان دارای شخصیت های تحصیل کرده و باهوش بوده است. مرحوم ابوالقاسم صالحی کوزانی از نخستین کوزانی‌های تحصیل کرده بود که در دانشگاه قضاوت تحصیل نمود که این موضوع مربوط به بیش از ۱۰۰ سال پیش میباشد. طبیعت و چشم انداز های کوزان تلفیقی از شالیزارهای انبوه، بیشه زار‌ها، باغ‌ها، تپه‌ها و رودخانه حیات بخش و گاهی خشمگین آن است، حیات بخش از این لحاظ که کشاورزی تمام نقاط کوزان، اعم از شالیزارها و استخرهای ماهی، اکثراً وابسته به این رودخانه است و خشمگین از لحاظ ویرانگر بودن طغیان‌ هایش که گاهی خسارات سنگینی را همانند سال ۹۲ ببار می‌آورد. تلفیق کم نظیر چشم‌اندازهای طبیعی در کوزان و از سوی دیگر عبور اتوبان فومن سراوان از آن موجب شده که کوزان از لحاظ جذب گردشگر جایگاه خوبی پیدا کند. موقعیت جغرافیایی کوزان یک موقعیت جغرافیایی منحصر به فرد می‌باشد. این روستا به عنوان روستایی از شهرستان شفت با شهرستان رشت همسایه است و با ۵ روستا از این شهرستان همجوار می‌باشد. همچنین به عنوان روستایی از دهستان جیرده، هم‌زمان با ۳ دهستان مختلف از دو شهرستان شفت و رشت همسایه است، یعنی دهستان‌های ملاسرای شفت، پسیخان رشت و لاکان رشت. دارا بودن بیش از ۲۰ شهید والامقام نیز کوزان را به روستایی شهید پرور و مبارز در راه سرافرازی میهن ملقب ساخته است. مرحوم ابوالقاسم صالحی کوزانی ازنخستین کوزانی‌هایی است که حدود بیش از ١ قرن پیش به دانشگاه رفت و در دانشگاه قضاوت قدیم تحصیل نمود. ایشان درتقویت علم آموزی در کوزان تأثیر به سزایی داشت. ازجمله کسانی که از رهنمودهای علمی وی بهره فراوان برد، دکتر عباس کی منش کوزانی است که فارغ‌التحصیل ادبیات و زبان فارسی از دانشگاه تهران هستند و تا بحال چندین جلد کتاب و مقاله به رشته تحریر در آورده‌اند. گویا موضوع یکی از کتاب هایشان در رابطه با روستای کوزان است. ایشان در دانشگاه‌های مهم ایران و در چند کشور خارجی نیز تدریس داشته‌اند. از شخصیت های تحصیل کرده  کوزان میتوان به : دکتر عباس کی منش،دکتر مهدی هادی،دکتر محمود حبیب زاده،دکترغلامعلی صالحی، سرهنگ سید ضیاء شفیقی، دکتر سیدرضا حبیب زاده،دکتر سید علی شفیقی ،دکتر طوبی شفیقی،دکتر بابک موحدی،دکتر کاظم حبیب زاده، دکتر حسن سرخیل،دکتر سیده ربابه حبیب زاده،مهندس سیده سکینه حبیب زاده،دکتر حسین ذاکر،استاد میرناصر حبیب زاده،مهندس غلامرضا حبیبی،مهندس سیامک عطایی،مهندس جواد صفاجو ، مهندس سید حمزه شفیقی ،مهندس سید حسین شفیقی ، مهندس سید علی حبیب زاده و... اشاره کرد. همچنین از چهره های ورزشی و اصالتا کوزانی که دارای مقام های مهم هستند میتوان به مرحومه شادی سرخیل و استاد محمود حسن زاده و ...اشاره نمود. و اما قهرمانان فراموش نشدنی یعنی شهدای کوزان نیز که تعدادشان به بیش از ۲۰ نفر میرسد از دیگر دلایل عزتمندی و بزرگ بودن کوزان و مایه غرور و مباهات مردم کوزان است.شهدای کوزان در حال حاضر عبارتند از: عباس هادی،علیرضا یوسف زاده،حبیب بخشی،حبیب حسنی،سیدرضا حبیب زاده،سید سیدصادق حبیب زاده،علیرضا حساس،جاوید ناطقی،محمد علی تب کن،ابراهیم فلاح،رضا محمدزاده،علی اکبر خانزاده،سید جعفر حجتی،قربان نصرالهی،اسماعیل تقی زاده،مهدی موحدی،حسنعلی ابهری،جمشید عاشوری مقدم،محمدرضا حیدرزاده،میرعظیم نوری و عزیز فرحناک، حسن عبادی، عباس عبادی و ...

## جمعیت
این روستا در دهستان جیرده قرار دارد و براساس سرشماری مرکز آمار ایران در سال ۱۳۸۵، جمعیت آن ۷۳۱ نفر (۱۸۲خانوار) بوده‌است. همچنین طبق سرشماری سال ۱۳۹۵ جمعیت روستای کوزان ۵۱۹ نفر اعلام گردید که با توجه به وسعت کوزان، گویای مهاجرت گسترده اهالی به شهر میباشد.

## کوزان در لغتنامه دهخدا
کوزان . (اِخ ) دهی از دهستان حومه ٔ بخش مرکزی شهرستان شفت است و 981 تن سکنه دارد. (از فرهنگ جغرافیایی ایران ج 2).